# Мікаель Дорсін
Мікае́ль Дорсі́н (швед. Mikael Dorsin, * 6 жовтня 1981, Лідінге) — колишній шведський професійний футболіст, захисник норвезького клубу «Русенборг», «Юргорден» та національної збірної Швеції. З грудня 2019 року є спортивним директором «Русенборгу»

## Клубна кар'єра
У дорослому футболі дебютував 1998 року виступами за команду клубу «Юргорден», в якій провів п'ять сезонів, взявши участь у 85 матчах чемпіонату. 1999 року також деякий час на умовах оренди грав за нижчоліговий шведський клуб «Спорвегенс».
2003 року переїхав до Франції, де протягом одного сезону захищав кольори місцевого «Страсбура».
Своєю грою за останню команду привернув увагу представників тренерського штабу норвезького «Русенборга», до складу якого приєднався 2004 року. Відіграв за команду з Тронгейма наступні три сезони своєї ігрової кар'єри. Більшість часу, проведеного у складі «Русенборга», був основним гравцем захисту команди.
Протягом 2007—2008 років захищав кольори команди румунського клубу «ЧФР Клуж», після чого в серпні 2008 року повернувся до «Русенборга».
27 травня 2016 року він завершив футбольну кар'єру у віці 34 років через травму коліна.

## Виступи за збірні
Протягом 2000—2004 років залучався до складу молодіжної збірної Швеції. На молодіжному рівні зіграв у 31 офіційному матчі, забив 1 гол.
2001 року дебютував в офіційних матчах у складі національної збірної Швеції. До припинення викликів до збірної у 2010 провів у формі головної команди країни 16 матчів. У складі збірної був учасником чемпіонату Європи 2008 року в Австрії та Швейцарії.

## Титули і досягнення
- «Юргорден»:
  - Чемпіон Швеції (2): 2002, 2003
  - Володар Кубка Швеції (1): 2002

- «Русенборг»:
  - Чемпіон Норвегії (5): 2004, 2006, 2009, 2010, 2015
  - Володар Суперкубка Норвегії (1): 2010
  - Володар Кубка Норвегії (1): 2015

- «ЧФР Клуж»:
  - Чемпіон Румунії (1): 2007-08
  - Володар Кубка Румунії (1): 2007-08